# Herb powiatu braniewskiego
Herb powiatu braniewskiego – jeden z symboli powiatu braniewskiego, ustanowiony 29 czerwca 2001.

## Wygląd i symbolika
Herb przedstawia na tarczy w polu błękitnym w prawym górnym rogu srebrnego baranka ze złotym nimbem, podtrzymujący nogą przednią chorągiew białą z czerwonym krzyżem (symbol Warmii), pod nim złota gałązka oliwna. Natomiast w środku tarczy z lewa w skos miecz srebrny (biały) o złotej rękojeści, pod nim pół czerwonego koła od wozu.

## Historia

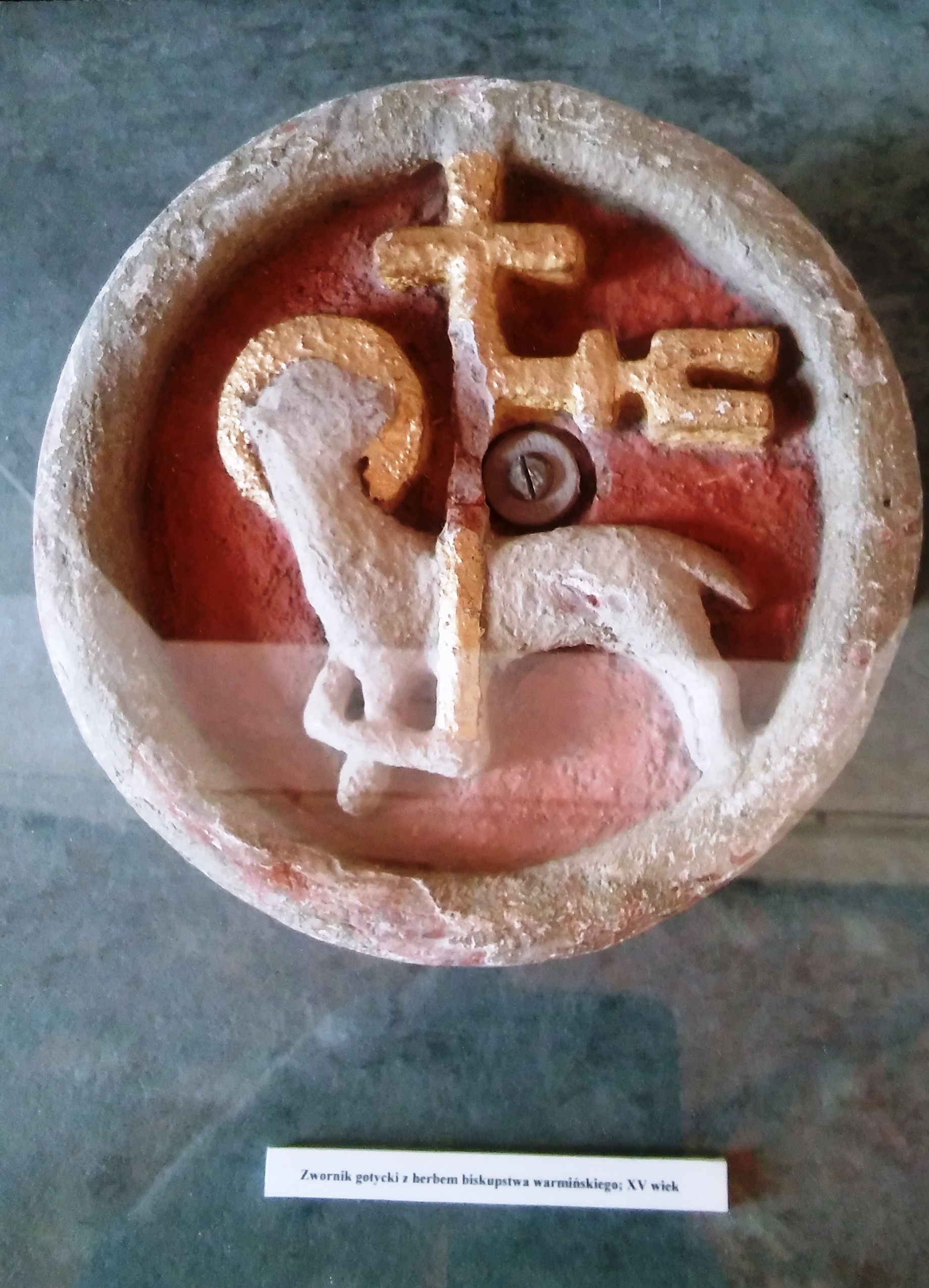
Ocalały zwornik z herbem biskupim z kościoła św. Katarzyny w Braniewie

Warmia od czasów krzyżackich zachowywała dużą odrębność i suwerenność. Atrybutem tej suwerenności był m.in. herb biskupi. Wizerunek baranka został  umieszczony na pieczęci obrazkowej herbu księstwa warmińskiego już w XIV w. Wizerunek baranka znajdował się również już w końcu XIV w. w zworniku na sklepieniu kościoła św. Katarzyny w Braniewie.